# Articulata
De Articulata zijn een onderklasse van de klasse der zeelelies (Crinoidea), een van de vijf hoofdgroepen van de stekelhuidigen (Echinodermata).

## Orden
- Comatulida (Haarsterren)
- Cyrtocrinida
- Encrinida †
- Hyocrinida
- Isocrinida
- Millericrinida †